# Rio Luan

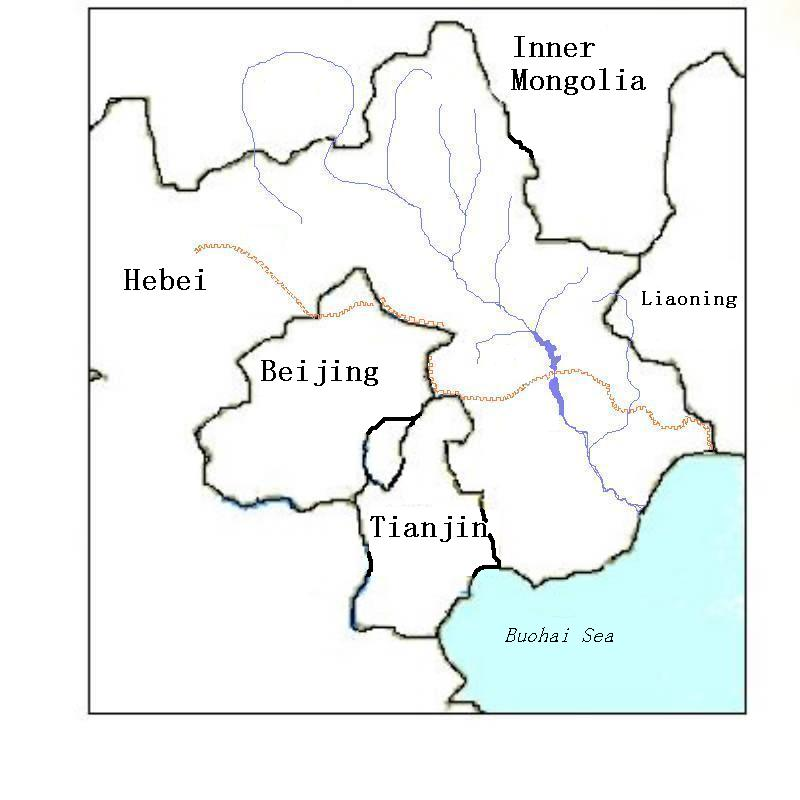
Bacia do Rio Luan

Rio Luan (em chinês 月) é um rio da República Popular da China. Tem sua nascente na província de Hebei. Seu comprimento é de cerca de 600 km. A maior cidade no curso do rio é Chengde. 

## O Rio
O Rio Luan flui para o norte desde sua nascente na província de Hebei até a província da Mongólia Interior, e então corre para o sudeste de volta para Hebei até sua foz no Mar de Bohai. A nascente é conhecida como Rio Shandian. Esta parte do rio flui perto da antiga capital mongol de Xanadu. Outro assentamento importante nesta seção é Duolun. A partir daqui, o curso do rio vira para sudeste. Seu comprimento é de cerca de 600 km. Uma subsidiária é a Yixun He, que passa por Hebei. 
Durante seu percurso, o Luan também passa pela Grande Muralha. Depois de Chengde, o rio é navegável. A maior cidade ao longo do curso do rio é Chengde.

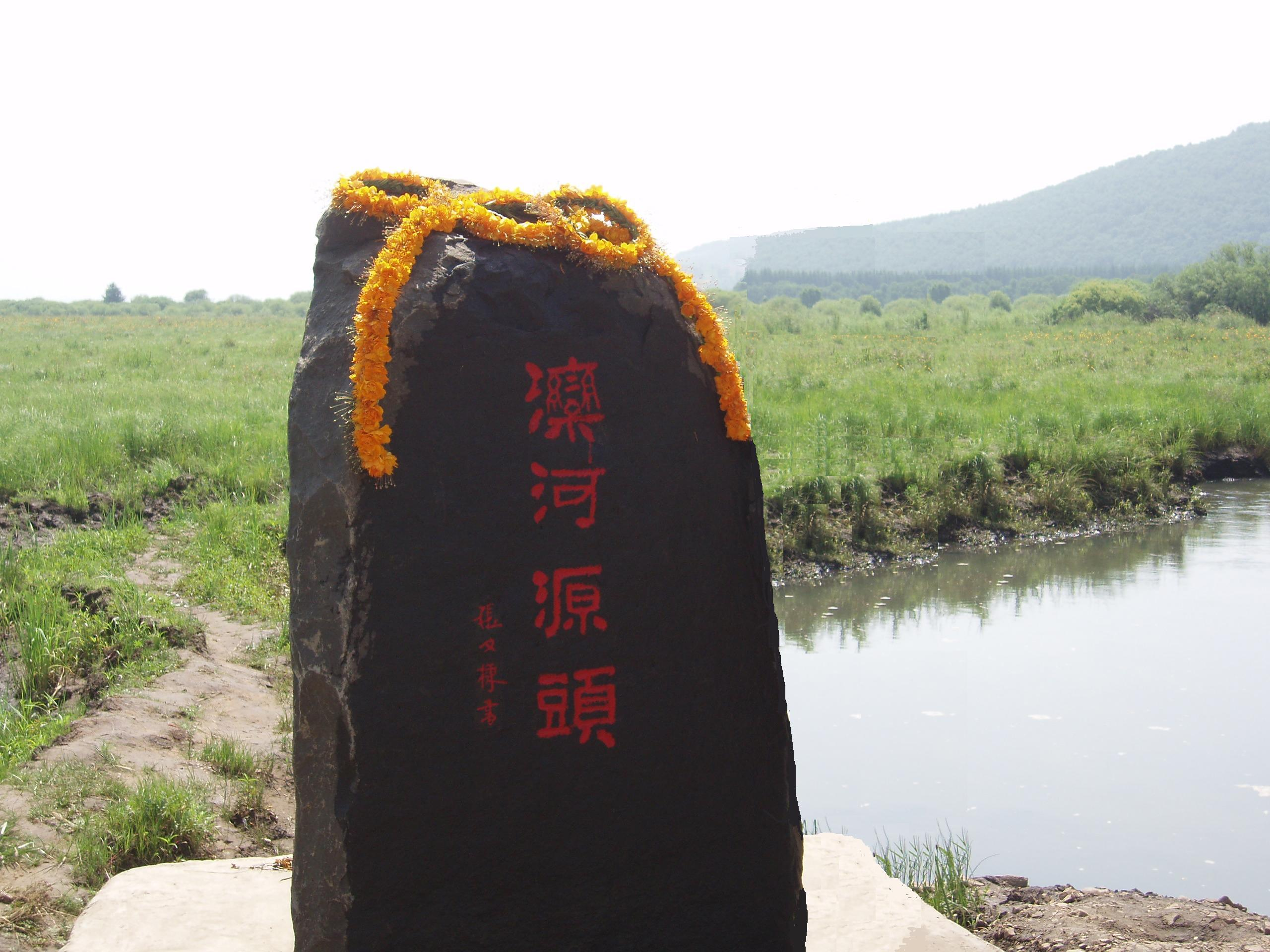
Nascente do Rio Luan